# Mydaea laxidetrita
Mydaea laxidetrita är en tvåvingeart som beskrevs av Xue och Wang 1992. Mydaea laxidetrita ingår i släktet Mydaea och familjen husflugor.
Artens utbredningsområde är Shanxi (Kina). Inga underarter finns listade i Catalogue of Life.